# 花悠子
花 悠子（はな ゆうこ、1953年11月1日 - ）は、日本の女優。
富山県出身。劇団三十人会附属研究所を経て、東京俳優生活協同組合に所属していた。

## 出演作品

### テレビドラマ
- 闘え!ドラゴン 第19話「敵は最強太極拳!」（1974年、12ch） - 家政婦
- テレビスター劇場 / 華麗なる一族（1974年、NET）
- ロボット110番 第9話「お金のなる木見つけたぞ」（1977年、ANB）
- 達磨大助事件帳 第28話「大川端に散った恋」（1978年、ANB）
- 透明ドリちゃん 第24話「青山家最大の難事件」（1978年、ANB） - 病院の客
- 不毛地帯（1979年、MBS） - 芸者
- 七瀬ふたたび（1979年、NHK）
- 新五捕物帳 第92話「十字架の光の陰に」（1979年、NTV）
- 帝銀事件 大量殺人 獄中32年の死刑囚（1980年、ANB）
- 春姿ふたり鼠小僧（1982年、NTV）
- 大戦隊ゴーグルファイブ 第39話「悪魔の人食い絵本」（1982年、ANB） - オサムの母
- 連続テレビ小説（NHK）
  - おしん 第229回（1983年）
  - かりん（1993年 - 1994年）
  - すずらん（1999年）
- 太陽にほえろ! 第604話「戦場のブルース」（1984年、NTV）
- 真田太平記　第29話「闇の渦」（1985年、NHK） - 湯女
- 特捜最前線 第453話「不倫!? 紅林刑事が愛した女!」（1986年、ANB）
- 誇りの報酬 第42話「狙撃者は誰をねらったか」（1986年、NTV / 東宝） - マンション管理人
- 魔夏少女（1987年、TBS）
- ダウンタウン探偵組（1988年、ABC）
- お父さん入門（1988年、NHK）
- 裸の大将放浪記　第30回「園長先生ゴメンなさい」（1988年、KTV）方言指導
- 春日局　第11回「関ヶ原前夜」（1989年、NHK） - 刑部卿局
- 凶悪のマース（1989年、KTV）
- 土曜ワイド劇場
  - 混浴露天風呂連続殺人9（1991年、ABC）
  - 密会の宿6（1991年、ANB）
- 大江戸捜査網 平成版第2シリーズ 第10話「美男美女恐怖の神隠し」（1991年、TX）
- 世にも奇妙な物語　第3シリーズ「逆転」（1992年、CX）
- 季節はずれの海岸物語 〜いつも海があった〜（1994年、CX）
- 火曜サスペンス劇場 ラブレター（1995年、NTV）
- ウルトラシリーズ
  - ウルトラマンダイナ 第10話「禁断の地上絵」（1997年、MBS） - アキヅキ・キヨミ
  - ウルトラQ dark fantasy 第4話「パズルの女」（2004年、TX）
- 双子探偵（1999年、NHK教育）
- はぐれ刑事純情派　第13シリーズ 第9話「匿名電話の女！足音がアリバイ!?」（2000年、ANB）
- 幸せ咲いた〜結婚相談所物語〜（2003年、THK）
- 運命が見える手（2003年、ABC）
- 松本清張スペシャル・共犯者（2006年、NTV） - 浅見弁護士
- 愛の流刑地（2007年、NTV）

### Vシネマ
- 学校の幽霊
- 禁断の女子刑務所（2010年）
- 懲役花子